# Oligomyrmex donisthorpei
Oligomyrmex donisthorpei är en myrart som beskrevs av Weber 1950. Oligomyrmex donisthorpei ingår i släktet Oligomyrmex och familjen myror. Inga underarter finns listade i Catalogue of Life.